# Littérature Ewe
 (juillet 2025).
La litterature Éwé est l'ensemble des œuvres  écrites et orales en langue Éwé, l'une des langues ethnolinguistique du Togo, du Ghana, du Bénin et du Nigeria.
La langue Ewé est parlé par plus de 7 millions de personnes dans les pays qui accueille les terres Ewé et dans la diaspora Ewé.

## Écriture
L' Ewe s'écrit a l'aide de lAlphabet latin, plus quelques lettres de l'alphabet phonétique international. Dr Schlegel, D. Westermann, et Jacob knusli sont les Allemands qui ont rédigé la grammaire de la langue Ewé. L'alphabet Ewé ainsi conçue comporte 30 lettres dont 7 voyelles et 23 consonnes ont permis aux écrivains et poètes Ewé d'écrire des livres. On distingue la littérature écrite comme les romans ; les récits tandis que la littérature orale ou parler qui comprend des proverbes et des énigmes sont diffusées le plus souvent à la radio.
Le roman policier  Ku Le Xome de AKAFIA traduit par simon Agbeko Amegbleame est l'un des premiers romans policiers Ewé.
En 1949 Sam Obianim écrit le roman  sur les mésaventures de Agbezuge. Cette histoire est racontée aussi de façon orale sur les médias locaux comme les radios privées au Togo comme au Ghana.

## Mythologie
La Religion pratiqué chez les Ewé est étroitement liée à leur histoire. L'adoration du vaudou et son origine Impact leur littérature.
Les divinités Ewé sont appelés des Vaudou. Le vaudou communique avec les adeptes par  le système de divination Fa ou Afa encore appelé ifa chez les Yoruba.